# Louis Des Masures
Louis Des Masures  (* 1515 in Tournai; † 17. Juni 1574 in Sainte-Marie-aux-Mines) war ein französischer und neulateinischer Schriftsteller und Übersetzer.

## Leben und Werk
Des Masures war im Dienste des Hauses Lothringen und wurde bekannt als erster französischer Übersetzer der Aeneis. Dann trat er zum Calvinismus über, wurde Pastor in Metz und Straßburg und schrieb Tragödien. Sein mittellateinisches Epos Borbonias, sive de bello civili ob religionis causam in Gallia gesto blieb Manuskript.

## Werke
- (Übersetzer) Virgil, Énéide, Lyon, Jean I de Tournes, 1560 (gesamter Text, weitere Auflagen).
  - Bücher 1–2, Paris, Chrétien Wechel, 1547.
  - Bücher 1–4, Lyon, Jean I de Tournes, 1552.
- (Übersetzer) Vingt Pseaumes de David, Lyon, Jean de Tournes, 1557.
- Oeuvres poétiques, Lyon, Jean de Tournes, 1557.
- David combattant. David triomphant. David fugitif, 3 Bde., Genf, François Perrin, 1563–1566.
  - Tragédies saintes, kritisch hrsg. von Charles Comte, Paris, E. Cornély, 1907, Droz, 1932 (Société des textes français modernes).
  - Tragédies saintes, hrsg. von Michel Dassonville, in: Théâtre Français de la Renaissance.  La tragédie à l’époque d’Henri II et de Charles IX. 2 (1561–1566), Paris, Presses Universitaires de France; Florenz, Olschki, 1989, S. 215–441.
- Adonias. Vrai miroir ou tableau et patron de l’estat des choses presentes, Lausanne 1586.

### Handbuchliteratur
- Anthologie poétique française. XVIe siècle. 1, hrsg. von Maurice Allem, Paris, Garnier-Flammarion, 1965, S. 277–280.